# ヘイリヘルレーの戦い (1568年)
ヘイリヘルレーの戦い（ヘイリヘルレーのたたかい、オランダ語: Slag bij Heiligerlee）は、1568年5月23日にフローニンゲンのヘイリヘルレーで行われた、オランダ反乱軍とスペイン領フリースラント軍の間の戦闘。八十年戦争中、オランダがはじめて勝利した戦闘である。
ネーデルラント17州の一つであるフローニンゲン州はローデウェイク・ファン・ナッサウ率いる歩兵3,900人とアドルフ・ファン・ナッサウ率いる騎兵200人の侵攻を受けた。2人ともオラニエ公ウィレム1世の弟であり、その侵攻はスペイン統治に対する武装蜂起のはじまりであった。
フリースラント州総督兼アレンベルク公のジャン・ド・リーニュは歩兵3,200人と騎兵20人を率いた。彼ははじめ会戦を避けてメーヘン伯爵からの増援を待とうとしたが、5月23日にはアドルフの騎兵によりヘイリヘルレーの修道院での戦闘に誘われてしまった。反乱軍の大半を占めるローデウェイクの歩兵はスペイン軍に勝利、スペイン軍が1,500から2,000人を失った一方、反乱軍はアドルフを含む50人の損害しか出さなかった。反乱軍は大砲7門を鹵獲した。
しかし、反乱軍は城塞の奪取ができず、2か月後のイェミンヘンの戦いにはスペイン軍に敗北した。
アドルフ・ファン・ナッサウの死は現オランダ国歌『ヴィルヘルムス・ファン・ナッソウエ』の4番で言及されている。
（オランダ語）Graef Adolff is ghebleven, In Vriesland in den slaech,
（英語訳）Count Adolf, more's the pity, Fell in the Frisian fray,